# Shen Buhai
Pour les articles homonymes, voir Shen.
Dans ce nom chinois, le nom de famille, Shen, précède le nom personnel.
Shen Buhai, en chinois 申不害 (385–337 av. J.-C.), est un légiste et ministre chinois du duc Zhao dans l'État du Han.

## Biographie
Shen Buhai est né vers 400 av. J.-C. à Jing, dans l'État de Zheng (Henan actuel). Après la conquête de cette principauté par son voisin le Han en 375 av. J.-C., Shen Buhai devient le premier ministre du marquis Zhao de Han, poste qu'il occupa jusqu'à sa mort. 
Selon sa biographie laissée par l'historien Sima Qian, Shen Buhai a laissé un ouvrage retraçant sa pensée politique, le Shenzi (申子), qui appraît dans des catalogues impériaux postérieurs et semble avoir été perdu après l'époque de la dynastie Song, et a fait l'objet de plusieurs tentatives de reconstitution à partir de fragments.
Shen Buhai est connu comme le promoteur des « techniques (administratives) » Shu (術) comme méthode principale de gouvernement. Les fonctionnaires doivent être choisis strictement selon leurs compétences (talent, résultats et expérience), traités tous de la même façon et évalués régulièrement. Ce système, adopté par d'autres légistes comme Han Fei Zi, est aussi appelé xingming (刑名). Une autre idée importante de Shen Buhai aurait été le fait que le souverain devait gouverner par le « non-agir » (wuwei 無為).